# Nowy Cmentarz Żydowski we Wrocławiu
Nowy Cmentarz Żydowski we Wrocławiu – piąty pod względem wielkości kirkut w Polsce, zajmujący powierzchnię ok. 11 ha., obecnie cmentarz Gminy Żydowskiej we Wrocławiu. 

## Historia

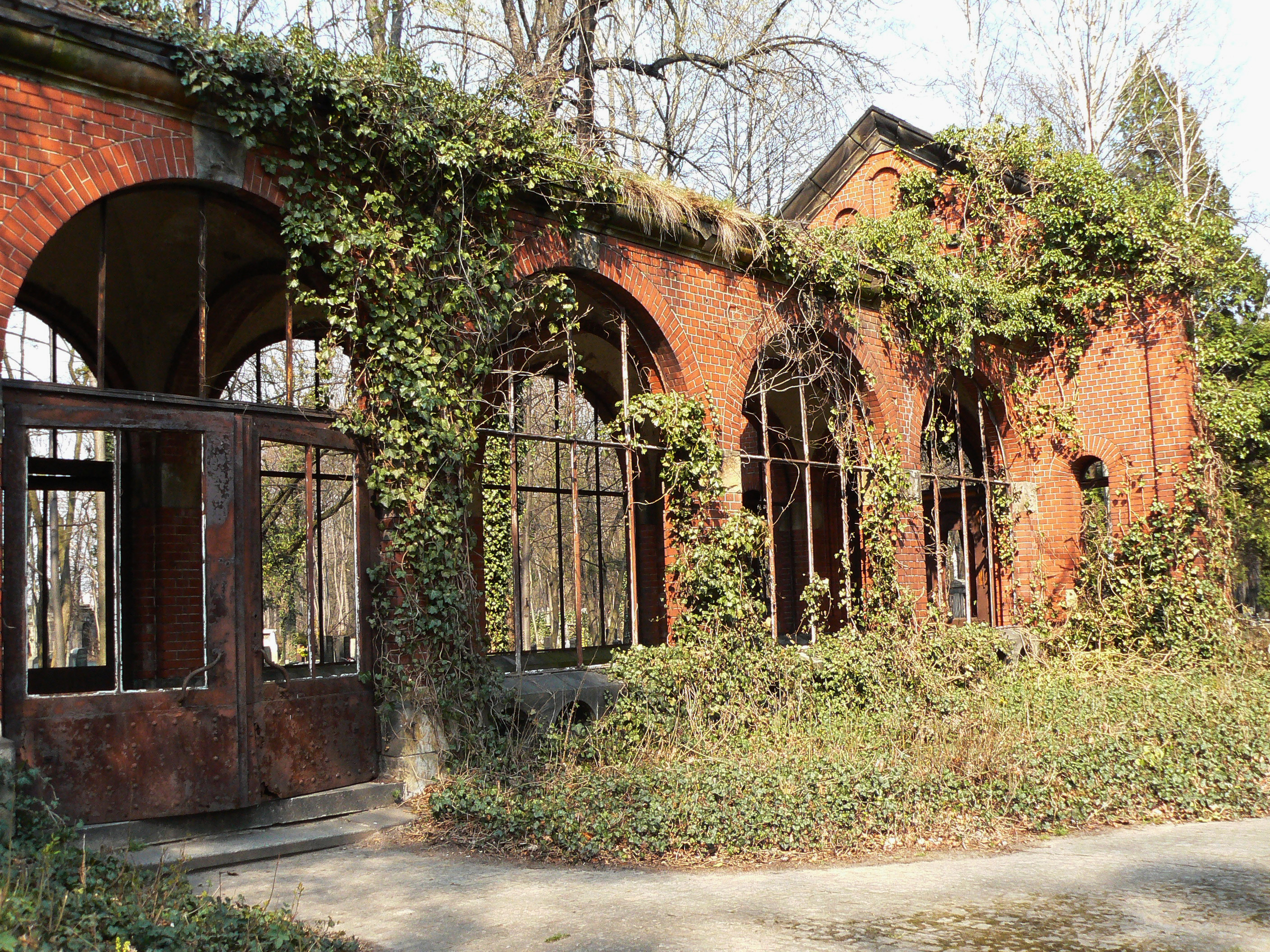
Fragment arkad wraz z jedyną zachowaną ścianą kaplicy

Gdy z końcem XIX wieku zaczęło brakować miejsca na cmentarzu przy ul. Ślężnej, starszy gminy żydowskiej Eduard Sachs podjął się starania o przydzielenie nowego miejsca. Zakupiono wówczas we wsi Cosel (Kozanów) przy Szosie Berlińskiej (późniejsza Flughafenstrasse, obecnie ul. Lotnicza) 50 mórg ziemi. W 1900 teren ten został ogrodzony, po czym wykonane zostały niezbędne prace ziemne, w maju kolejnego roku rozpoczęto prace budowlane, a 14 lutego 1902 nekropolia została poświęcona i otwarta.
Na terenie cmentarza powstała monumentalna kaplica cmentarna, połączona 20-metrowym arkadowym krużgankiem z budynkiem kostnicy. Zespół tych budynków znajdował się po lewej stronie od głównego wejścia na cmentarz. Na tej samej wysokości został wybudowany dwupiętrowy dom zarządu. Mieściła się w nim kancelaria, kwiaciarnia, mieszkania ogrodnika, inspektora oraz grabarza. Głównymi projektantami budynków zaplecza byli bracia Paul i Richard Ehrlich, znani we Wrocławiu m.in. z takich projektów jak wrocławski Szpital Żydowski – obecnie szpital kolejowy przy ul. Wiśniowej. W 1918 cmentarz powiększono do 11 ha.
W południowej części cmentarza utworzono, po I wojnie światowej, pole honorowe (58 m x 28 m), które zostało poświęcone pamięci żydowskich żołnierzy poległych na froncie. Na jego szczycie stanął owalny tolos, na którym zostały wyryte 432 nazwiska żołnierzy.
W czasie II wojny światowej z polecenia NSDAP w budynkach cmentarza urządzono stację szpitalną. Do końca 1944 roku stacja szpitalna przyjęła setki rannych i chorych. Wśród osób z tej grupy byli też więźniowie obozów koncentracyjnych z miasta i okolic. Do zadań personelu Judische Krankenstation Cosel należał też pochówek żydowskich więźniów. Resztę budynków przeznaczono dla mieszanych rodzin aryjsko-żydowskich na lokale mieszkalne. Po zamknięciu lecznicy, mieszane małżeństwa zostały wywiezione do obozów w Gross-Rosen i Bergen-Belsen, obiekt zaś oddano pod nadzór i użytkowanie wojsku. Jedynie kostnica służyła zgodnie z przeznaczeniem. W latach powojennych budynek zarządu i kaplica zostały wysadzone w powietrze.
Cmentarz znajduje się przy ulicy Lotniczej 51, na osiedlu Kozanów. Od strony północnej ograniczony jest ulicą Pilczycką.
Dojazd do cmentarza zapewniają dzienne linie tramwajowe nr: 3, 10, 20, 33, – przystanek: "Bajana" oraz nocne linie autobusowe nr: 243, 246 oraz 253 – przystanek "Bajana".

## Zachowane nagrobki

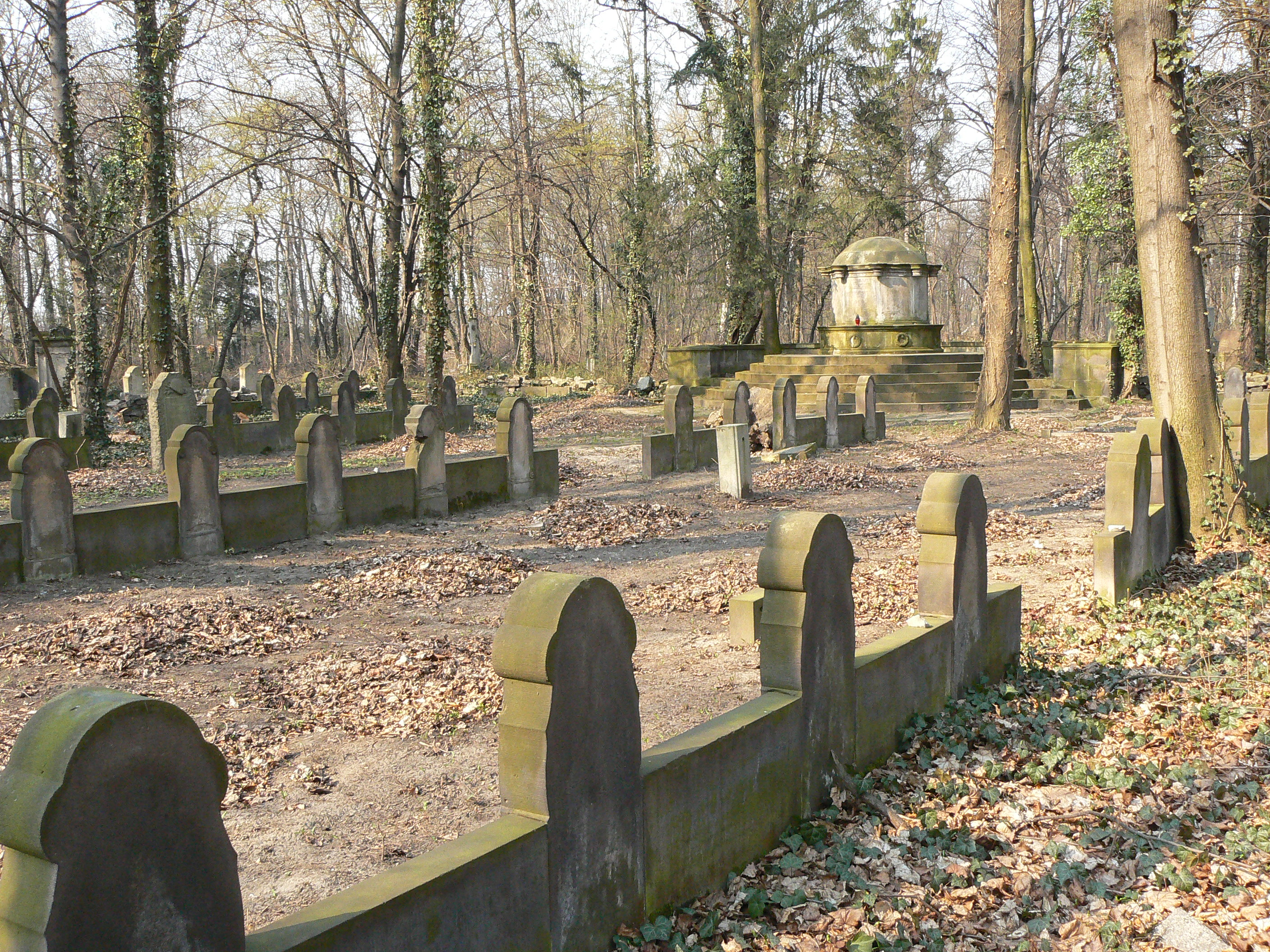
Pole honorowe pamięci żydowskich żołnierzy poległych na froncie I wojny światowej – na szczycie tolos z 432 nazwiskami żołnierzy

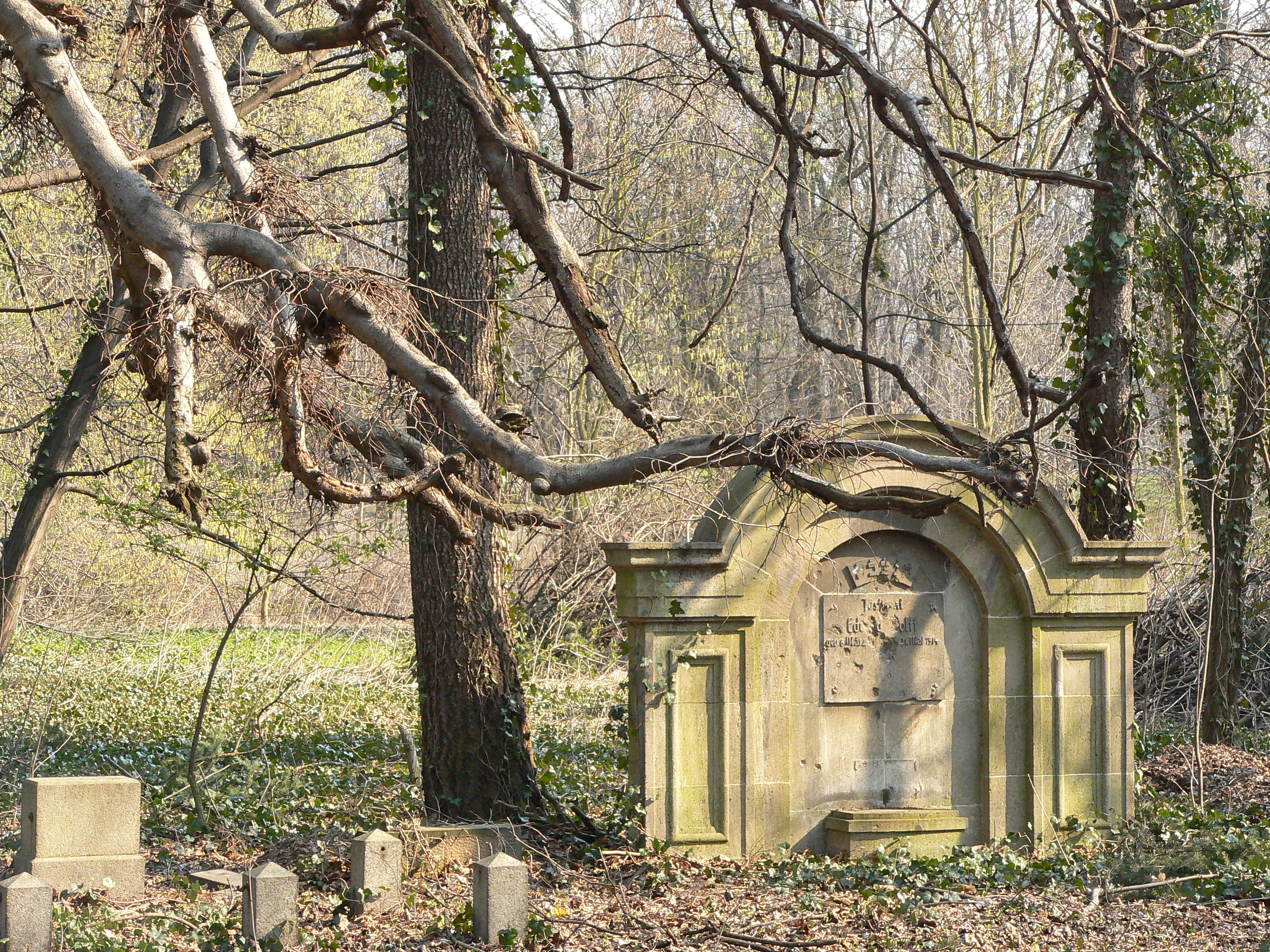
Grób żydowski

26 września 1983 cmentarz został wpisany do rejestru zabytków. Do dzisiejszych czasów zachowało się ogrodzenie, a także brama z płaskorzeźbami oraz wytyczone niegdyś ścieżki. Przetrwał dom przedpogrzebowy i krużganek – choć obydwa mocno podniszczone. Na cmentarzu zachowały się także oryginalne nagrobki (macewy), grobowce oraz płyty nagrobne, na których są wspominane ofiary Holokaustu, niemające nigdzie swego grobu. Na cmentarzu zachowało się około 8000 nagrobków. Znajduje się tu jedyny znany na Dolnym Śląsku ohel zbudowany ok. 1909 na grobie Miny Ciry Majzel.
Osobliwością jest kwatera dla pochówków kremacyjnych, gdyż palenie zwłok jest zakazane w tradycyjnym judaizmie, dozwolone jednak w judaizmie reformowanym. Pierwszy pochówek kremacyjny odbył się w 1907, a w latach 1920. wydzielono w tym celu specjalną kwaterę. Został tu pochowany m.in. matematyk Ernst Steinitz w 1928.